# Кадельбург, Густав
Густав Кадельбург (нем. Gustav (Gustaf) Kadelburg; 1851—1925) — немецкий актёр и драматург.

## Биография

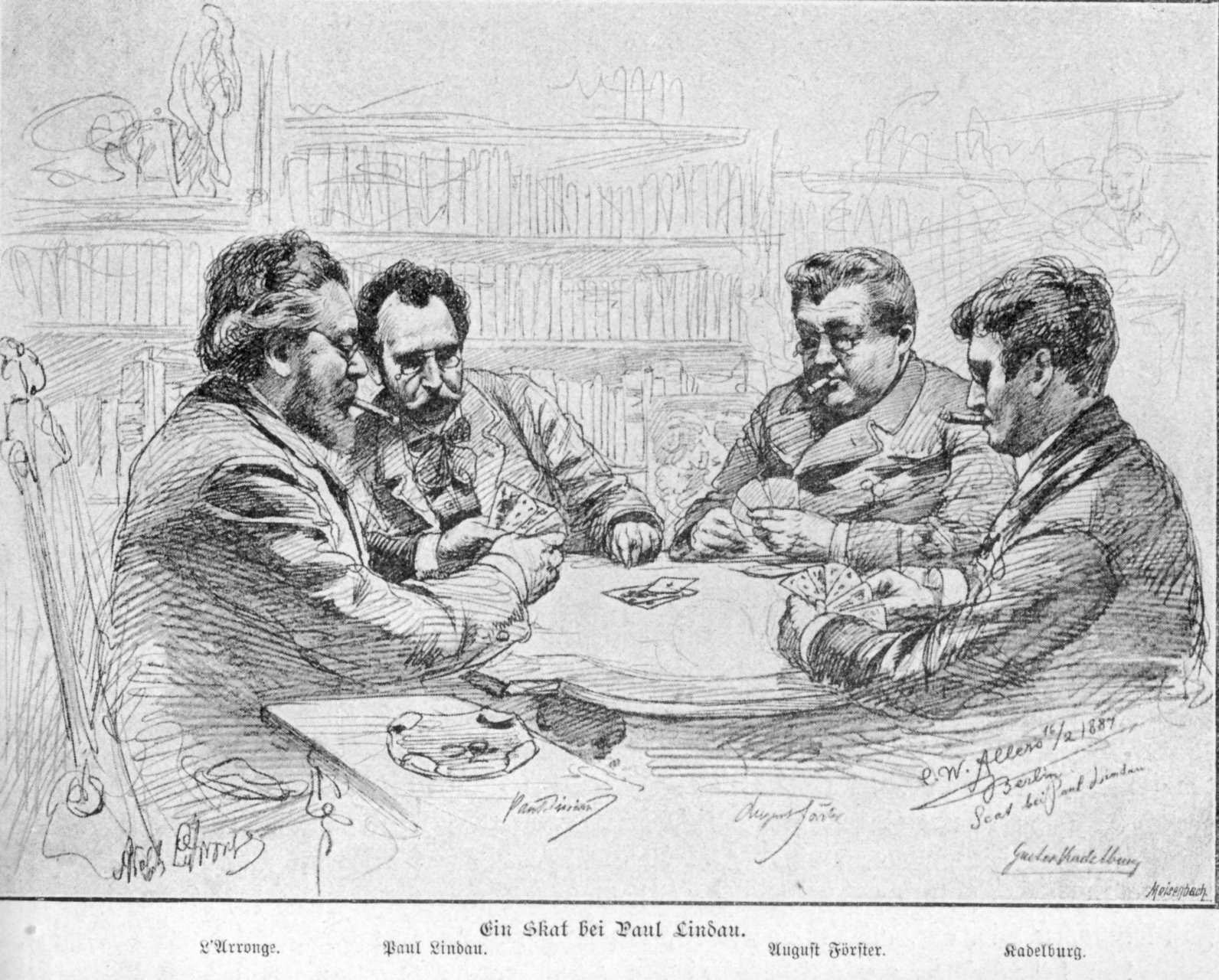
Слева направо: Адольф Л'Арронж, Пауль Линдау, Август Фёрстер и Густав Кадельбург
(рисунок Кристиана Вильгельма Аллерса, 1887)

Густав Кадельбург родился 26 июля 1851 года в городе Пеште (ныне Будапешт). 
Решение стать актёром он принял вопреки желанию своего отца и брата Генриха; первые уроки актёрского мастерства брал у Александра Стракоша.
Густав Кадельбург довольно скромно дебютировал на театральной сцене в Галле в 1868 году, а в 1869 году, состоялись его первые выступления в больших театрах; сначала в Лейпциге, а затем и в столице Германии городе Берлине. 
Кадельбург пользовался, в качестве комика, большим успехом, однако, в начале 1880-х годов он решительно оставил сцену и, всецело посвятив себя литературе, стал выпускать ежегодно по комедии или фарсу. Некоторые из его произведений были написаны Кадельбургом в сотрудничестве с другими немецкими авторами.  
Большим успехом пользовались его сочинения «Der Herr Senator» (1899) и «Ein Familientag» (1906).
Густав Кадельбург умер 11 сентября 1925 года в городе Берлине.